# 仁川南洞消防署
仁川南洞消防署（インチョンナムドンしょうぼうしょ）は仁川消防安全本部所属の消防署である。

## 管轄区域
- 南洞区（ただし、論峴洞、南村洞、桃林洞、古桟洞を除く）

## 沿革
- 1986年12月30日 - 仁川南部消防署として中区に開署。
- 1987年8月10日 - 現在の建物が完成。移転。
- 2007年9月5日 - 仁川南部消防署開設に伴い南区を管轄から外す。それに伴い仁川南部消防署を仁川南洞消防署に改称し、管轄区域が南洞区（ただし、論峴洞、南村洞、桃林洞、古桟洞を除く）になる。

## 119安全センター
| 119安全センター     | 住所                 | 管轄区域                               |
| ------------------- | -------------------- | -------------------------------------- |
| 九月119安全センター | 南洞区仁朱大路714    | 南洞区のうち九月洞、寿山洞             |
| 万寿119安全センター | 南洞区白凡路207      | 南洞区のうち長寿洞、万寿2-5洞          |
| 間石119安全センター | 南洞区京仁路621      | 南洞区のうち間石洞                     |
| 西昌119安全センター | 南洞区メソホル路1044 | 南洞区のうち万寿1、6洞、西昌洞、雲宴洞 |